# Flick Colby

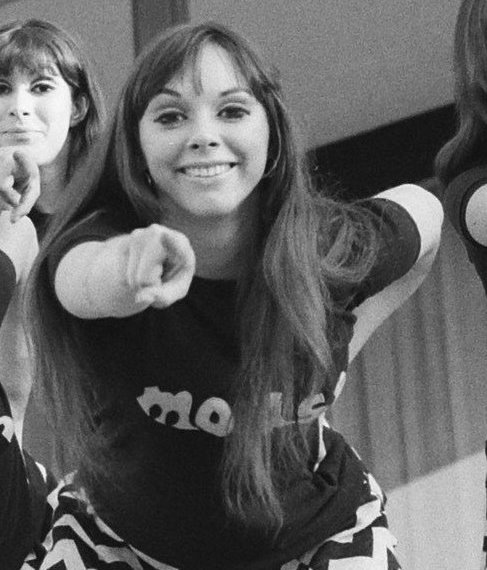
Flick Colby (1966)

Felicity Isabelle "Flick" Colby (23 de marzo de 1946 - 26 de mayo de 2011) fue una bailarina y coreógrafa estadounidense más conocida por ser miembro fundador y coreógrafa del grupo de baile del Reino Unido Pan's People, que fue un fijo en el programa de la BBC Top of the Pops de 1968 a 1976. Colby se convirtió en la coreógrafa a tiempo completo de los grupos de baile de Top of the Pops Pan's People, Ruby Flipper, Legs & Co. y Zoo (acreditado como "Director de Baile"), desde 1972 hasta 1983.

## Primeros años
Nacida en Hazleton (Pensilvania), su padre era Thomas E. Colby, profesor de alemán en el Hamilton College, al norte del estado de Nueva York. De niña, Colby vivió en Clinton y más tarde en Massachusetts. Educada en una escuela de New Hampshire y en la Abbot Academy (Andover, Massachusetts), comenzó a asistir a clases de ballet y otros bailes en Boston y actuó en musicales antes de viajar a Londres en 1966.

## Carrera en "Top of the Pops"
Colby fue miembro fundador en diciembre de 1966 de Pan's People. Tras varios cambios en la formación, en diciembre de 1967 el grupo estaba formado por Dee Dee Wilde, Babs Lord, Louise Clarke, Andrea Rutherford y Ruth Pearson. Su primera aparición en la televisión de la BBC fue en 1968 en The Bobbie Gentry Show, emitido inicialmente en la BBC2 y repetido más tarde en la BBC1. Le siguieron otras series de la BBC, como Happening For Lulu en 1969 y The Price of Fame, protagonizada por Georgie Fame y Alan Price. Aparecieron por primera vez en Top of the Pops en abril de 1968, y se convirtieron en un programa semanal regular en enero de 1970. Aparecieron en otros programas de la BBC, como The Two Ronnies.
Después de 1971, Colby se concentró en la coreografía para Pan's People, y luego, a partir de 1976, con nuevas compañías que creó para TOTP llamadas "Ruby Flipper", "Legs & Co." (ambos dirigidos por la antigua bailarina de Pan's People Ruth Pearson) y "Zoo", para el que fue acreditada por TOTP como "Directora de Baile". También fue coreógrafa del musical de rock Catch My Soul, y coescribió un libro de instrucciones, Let's Go Dancing (1979).

## Vida personal
Durante unos años, después de su paso por Top of the Pops, Colby dividió su tiempo entre la ciudad natal de su familia, Clinton (Nueva York), y Londres, pero finalmente decidió establecerse en Clinton, donde vivió el resto de su vida. Fue propietaria y administradora de una tienda de regalos, Paddywacks.
Colby se casó tres veces: primero con el escritor Robert Marasco, luego con James Ramble en 1967, y finalmente en 2003 con George Bahlke, profesor de literatura en el Hamilton College, hasta su muerte en febrero de 2011.
En los últimos años de su vida, Colby padeció  cáncer de mama y murió de bronconeumonía en su casa de Clinton en mayo de 2011, a los 65 años, unos cuatro meses después de la muerte de su marido, George Bahlke. Le sobrevivió un hermano, Thomas Colby IV.

## Filmografía

### Televisiva
| Año  | Programa                   | Canal   | Notas   |
| ---- | -------------------------- | ------- | ------- |
| 2001 | La Historia Cierta de TOTP | BBC One | Huésped |